# عيد ميلاد فتاة
عيد ميلاد فتاة هو فيلم كوميدي تم إنتاجه في المملكة المتحدة والولايات المتحدة وصدر في سنة 2002. من بطولة نيكول كيدمان.

## القصة
(جون باكنغهام) موظف في بنك، خجول ووحيد، يتعرف عبر الإنترنت إلى فتاة روسية جميلة، وتأتي للزواج منه، وعلى الرغم من أنهما لا يعرفان لغة بعضهما البعض، فإنهما يندمجان سويا لدرجة جيدة للغاية، وخاصة من جانب (نادية) الروسية الجنسية، ولكن تبدأ المشاكل عندما يأتى رفقاء نادية من روسيا، ويبدأ (جون) يدرك أنه ضحية مؤامرة ما، تدور من حوله لاستغلاله.

## الميزانية والإيرادات
بلغت تكلفة إنتاج الفيلم حوالي 13000000 دولار بينما حقق إيرادات تقدر بـ 16171098 دولار.

## وصلات خارجية
- عيد ميلاد فتاة على موقع IMDb (الإنجليزية)
- عيد ميلاد فتاة على موقع ميتاكريتيك (الإنجليزية)
- عيد ميلاد فتاة على موقع روتن توميتوز (الإنجليزية)
- عيد ميلاد فتاة على موقع نتفليكس (الإنجليزية)
- عيد ميلاد فتاة على موقع قاعدة بيانات الأفلام العربية
- عيد ميلاد فتاة على موقع ألو سيني (الفرنسية)
- عيد ميلاد فتاة على موقع Turner Classic Movies (الإنجليزية)
- عيد ميلاد فتاة على موقع أول موفي (الإنجليزية)
- عيد ميلاد فتاة على موقع بوكس أوفيس موجو (الإنجليزية)
- عيد ميلاد فتاة على موقع فيلمافينيتي (الإسبانية)